# HMS Suffolk (55)
Pour les autres navires du même nom, voir HMS Suffolk.
Le HMS Suffolk (55) est un croiseur lourd de classe County (sous-classe Kent) de la Royal Navy ayant servi au cours de la Seconde Guerre mondiale.

## Voir aussi

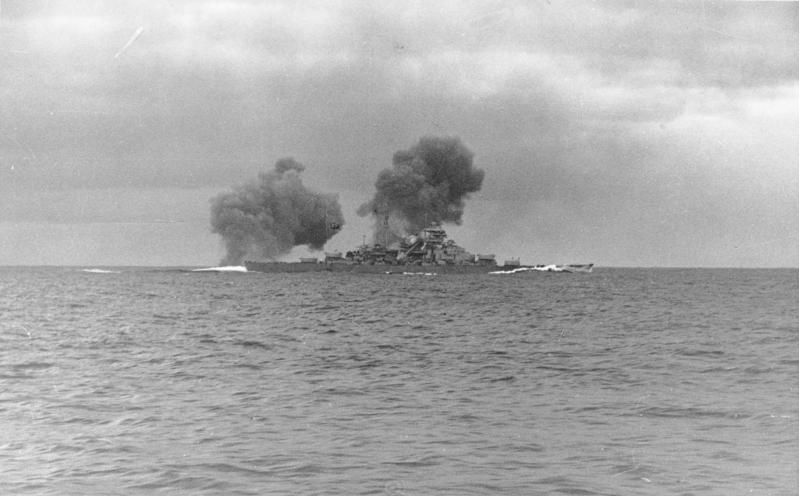
Le cuirassé allemand Bismarck ouvrant le feu le 24 mai 1941 sur le. Le Suffolk demeure en retrait du combat.

## Historique
En septembre 1941, il participe à l'escorte du convoi PQ 1.

## Source
- (en) Cet article est partiellement ou en totalité issu de l’article de Wikipédia en anglais intitulé « HMS Suffolk (55) » (voir la liste des auteurs).